# 슈라다 카푸르
슈라다 카푸르(힌디어: श्रद्धा कपूर, 영어: Shraddha Kapoor, 1989년 3월 3일 ~ )는 인도의 배우, 가수, 모델이다.